# Kathedraalschool van Oslo

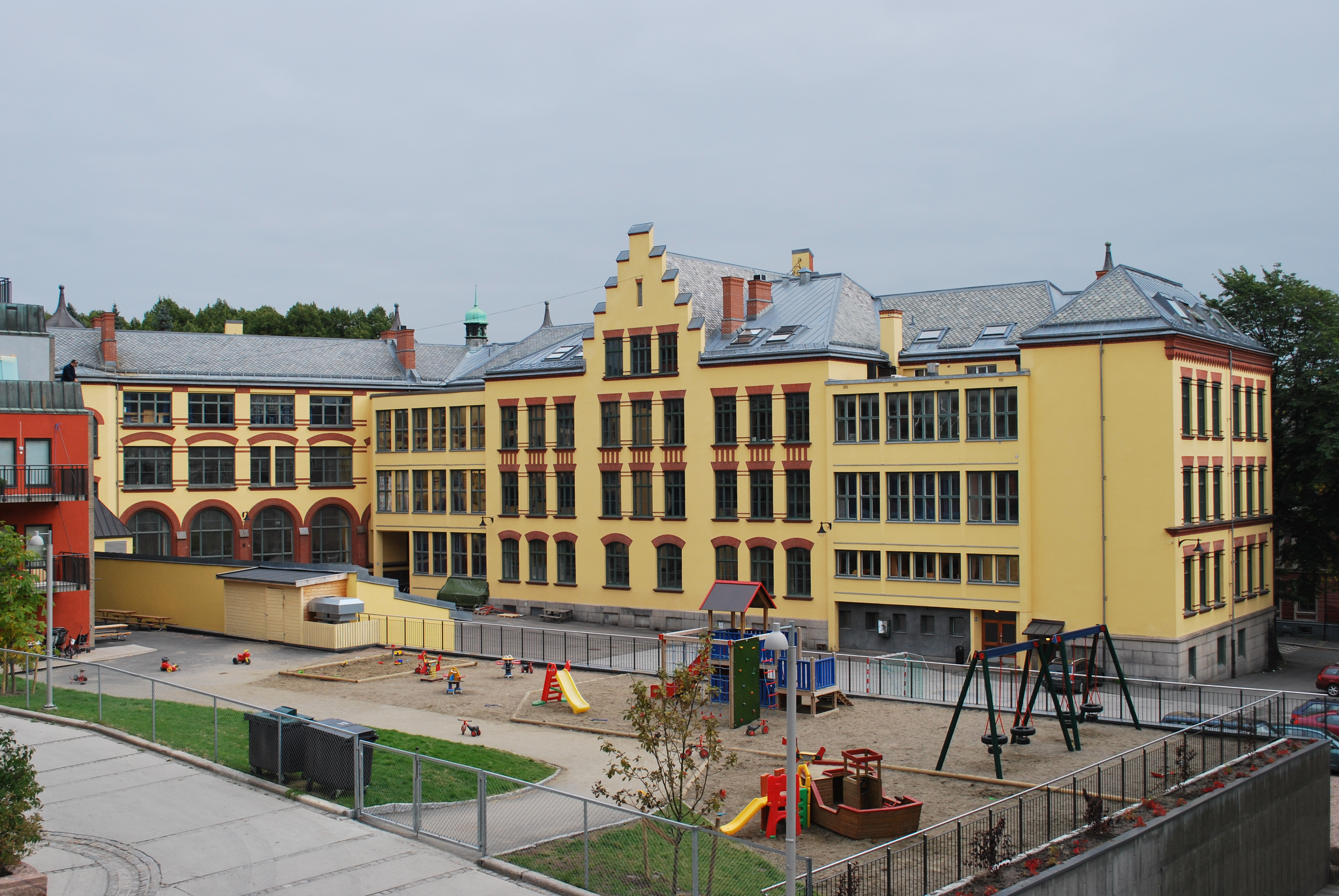
Huidig gebouw van de kathedraalschool van Oslo

De Schola Osloensis, in het Noors bekend als de Oslo katedralskole (Kathedraalschool van Oslo) en meer in het algemeen als "Katta" is een school voor middelbaar onderwijs in Oslo, die zich concentreert op de bovenbouw. De school biedt binnen het Noorse schoolsysteem de op de universiteit voorbereidende studiespecialisering (letterlijk: specialisatie voor studies). De kathedraalschool van Oslo is een van de vier scholen in Noorwegen, die een directe oorsprong in de middeleeuwen kan traceren. De school wordt algemeen beschouwd als een van de meest prestigieuze scholen in Noorwegen. In 2003 vierde de kathedraalschool van Oslo haar 850-jarig bestaan.

## Geschiedenis
Volgens de overlevering werd de school in 1153 opgericht door de pauselijk legaat in Scandinavië, de |Engelse kardinaal Nicolaas Breakspeare. De school was verbonden aan de oudste kerk van Oslo, de Sint Hallvardkathedraal. Vanaf de oprichting in de 12e tot de 18e eeuw was de school in de eerste plaats een school voor het opleiden van priesters. De leertradities van de school waren vanaf het begin dan ook die van de Rooms-Katholieke Kerk. Zoals ook elders in het Europa van dat moment waren de lessen gebaseerd op het onderwijscurriculum dat bekendstaat als de Zeven vrije kunsten. De gebruikte taal was Latijn. Dit bleef zo tot in de 18e eeuw. In tegenstelling tot de meeste andere Noorse openbare scholen wordt er vandaag de dag nog steeds onderwijs in het Latijn gegeven.
De 17e eeuw staat in Noorwegen bekend als "Det lærde århundre" (letterlijk de geleerde eeuw). Dit komt doordat onder de leerkrachten van de kathedraalschool enkele van de meest geleerde mensen van die tijd waren. Nadat de grote stadsbrand in 1624 een groot deel van Oslo in de as had gelegd, werd de stad verplaatst en herbouwd, waardoor de school een andere locatie kreeg. Nadat een nieuw  gymnasium in Christiania (tot 1878 de naam van Oslo) werd geopend, kregen de studenten lessen aangeboden in buitenschoolse onderwerpen, waaronder astronomie, filosofie, natuurkunde en metafysica.
Tegen het einde van de 18e eeuw werden een aantal hervormingen in de Noorse Latijnse scholen doorgevoerd. De moedertaal van de studenten kreeg voor het eerste een plaats in de schoolbanken; de natuurwetenschappen kregen ene hogere prioriteit; ook werden er schoolbibliotheken opgericht. Straf mocht alleen nog worden gebruikt als dit absoluut niet kon worden vermeden. Ook werden de ideeën van de moderne Verlichting geïmplementeerd; een daarvan was het stimuleren van studenten om hun best te doen.
De traditie van het verplichte Latijn werd in 1869 afgeschaft. De studenten kregen nu de gelegenheid te kiezen tussen een driejarige bovenbouw met of Latijn of de natuurwetenschappen.

## Bekende leerlingen
- Caspar Wessel (1745-1818), wiskundige
- Niels Henrik Abel (1802-1829), wiskundige
- Henrik Wergeland (1808-1845), dichter
- Johan Sverdrup (1816-1892), premier van Noorwegen
- Johannes Irgens (1869 - 1939), Noors minister van Buitenlandse Zaken
- Otto Bahr Halvorsen (1872-1923), premier van Noorwegen
- Edvard Munch (1863-1944), schilder
- Otto Ruge (1882-1961), generaal, stafchef van de Noorse strijdkrachten 1940
- Arne Sunde (1883-1972), minister van Justitie, ambassadeur bij de Verenigde Naties
- Trygve Haavelmo (1911-1999), professor in de economie, in 1989 ontvanger van de Nobelprijs in de Economie
- Astrid Nøklebye Heiberg (1936-), voormalig minister van administratie en consumentenzaken, voormalig president van de internationale  federatie van de Rode Kruis en de Rode Halve Maan genootschappen
- Harald V (1937-), Koning van Noorwegen
- Johan Jørgen Holst (1937 - 1994), Noors minister van Buitenlandse Zaken en  van Defensie
- Jon Elster (1940-), filosoof en sociale wetenschapper, professor aan de Columbia University en het Collège de France
- Arne Treholt (1942-), diplomaat en verrader, in 1985 veroordeeld wegens spionage
- Jostein Gaarder (1952-), schrijver
- Erik Solheim (1955-), Noors minister
- Jens Stoltenberg (1959-), premier van Noorwegen
- Espen Barth Eide (1964-), Noors minister van Buitenlandse Zaken